# Emanuel Ringelblum
Emanuel Ringelblum (21 novembre 1900 – 7 mars 1944) est un Juif polonais, historien, homme politique et travailleur social, connu pour ses Chroniques du ghetto de Varsovie, Notes sur les réfugiés de Zbąszyn décrivant la déportation des Juifs de l'Allemagne nazie vers la ville polonaise frontalière de Zbąszyń (Polenaktion), et pour avoir coordonné les archives du ghetto de Varsovie, intitulées Oyneg Shabbos.

## Avant la guerre
Il est né à Buczacz en 1900 dans la partie de la Pologne annexée par l'Autriche-Hongrie. Il s'inscrit à l'université de Varsovie à l'automne 1919. En 1927, il soutient sa thèse de doctorat sur les juifs à Varsovie, des temps anciens jusqu'à 1527, sous la direction d'Icchak (Ignacy) Schiper.
Alors qu'il est encore étudiant, il commence une activité de militant auprès des organisations politiques et sociales juives. Il est membre d'un parti sioniste de gauche, le Poalei Zion. Il milite pour le développement des écoles juives en Pologne et l'enseignement de l'hébreu. En 1923, il fait partie des fondateurs du cercle de l'histoire juive en Pologne dont il dirige la revue. Il collabore avec le YIVO fondé en 1925 à Wilno (Vilnius), alors ville polonaise. À partir de 1930, il travaille à mi-temps pour l’American Jewish Joint Distribution Committee, une organisation américaine d'entraide juive. Il se charge de coordonner toutes les actions d'aide aux Juifs exilés d'Allemagne en 1938 et 1939.

## Le début de la guerre
Le 1er septembre 1939, quand la Pologne est envahie par les armées allemandes, Ringelblum se trouve à Genève pour le congrès sioniste mondial. Contrairement à nombre de collègues polonais qui choisissent alors l'exil, Ringelblum décide de retourner à Varsovie. Il devient dès ce mois, le secrétaire de la Commission de coordination des organisations sociales juives qui devient ensuite l'Entraide sociale juive. Dès le mois d'octobre, il se rend compte que des évènements dramatiques et encore inédits dans l'histoire sont en cours[Comment ?].

## Dans le ghetto de Varsovie
Pendant la guerre, Ringelblum et sa famille sont enfermés dans le ghetto de Varsovie. Là, il conduit une opération secrète dont le nom de code est Oyneg Shabbos (qui signifie en yiddish : Allégresse du Chabbat). Ringelblum, avec de nombreux autres écrivains juifs, des rabbins, des scientifiques et même des gens ordinaires, rassemble des journaux intimes, des documents, des papiers officiels et sauvegarde les affiches et décrets qui font partie de la mémoire de la communauté en danger. Environ 25 000 pages sont ainsi conservées. En plus, on trouve des descriptions détaillées sur la destruction des ghettos dans d'autres parties de la Pologne occupée, sur les camps d'extermination de Treblinka et de Chelmno ainsi que plusieurs rapports faits par des médecins conduisant des recherches sur les effets de la famine dans les ghettos.
Certains de ses collaborateurs ont pu être identifiés : Dawid Graber, étudiant, 19 ans en 1943 ; le rabbin et historien Szymon Huberband ; Rachel Auerbach, écrivain et historienne ; Israel Lichtensztajn, écrivain et professeur ; Menachem Linder, historien économiste ; Hersz Wasser, économiste et militant politique.
Ringelblum est aussi un des membres les plus actifs de la Żydowska Samopomoc Społeczna (en français : Aide sociale juive), une des organisations constituée dans le ghetto pour aider les gens affamés. Juste avant la destruction du ghetto au printemps 1943, quand tout semble irrémédiablement perdu, les archives sont placées dans trois bidons de lait et des boîtes métalliques. Ces récipients sont alors enfouis dans des caves de bâtiments de Varsovie.

## Le journal d'Emmanuel Ringelblum
Au moment où l'occupation allemande débute, Emmanuel Ringelblum entreprend aussi la rédaction d'un journal où il consigne ses observations, journal publié après la guerre sous le titre de Chronique du ghetto de Varsovie. Il note dans son journal, le 17 juin 1942 : « J'ai eu une conversation l'autre jour avec un ami de Biala-Podlaska, directeur de l'organisation d'aide sociale. Il avait aidé au " transfert " (il serait plus exact de dire au " transfert dans l'autre monde ") de la population à Sobibor, près de Chełm, où les juifs sont asphyxiés par les gaz d'échappement. » Il constate que les Juifs répugnent à une résistance armée car, le succès n'en serait que très limité et aurait des conséquences désastreuses sur la grande masse des habitants du ghetto. Quand les nazis commencent à vider le ghetto au cours de l'été 1942, il écrit : « Combien de temps encore irons-nous comme des moutons à l'abattoir ? Pourquoi ne bougeons-nous pas ? Pourquoi n'y a-t-il pas d'appel à s'enfuir dans les forêts ? D'appel à la résistance ? Cette question nous tourmente tous, mais elle n'a pas de réponse parce que tout le monde sait que la résistance, en particulier si un seul Allemand est tué, peut conduire au massacre d'une communauté entière. ».
Comme beaucoup d'observateurs, il est révulsé par le rôle que la police juive joue dans la déportation et la violence qu'elle emploie pour réunir les Juifs à l'Umschlagplatz. Il explique ainsi leur comportement : « Les hommes de l’Ordnungsdienst se sont vu promettre la vie sauve ainsi que celle de leurs familles, même la sécurité pour les oncles et beaux-frères et frères.»

En octobre, alors que la grande Aktion qui a abouti à la déportation de 300 000 Juifs se termine, Ringelblum écrit : « Nous aurions dû nous précipiter dans les rues, mettre le feu partout, abattre le mur et nous échapper vers le côté aryen. Les Allemands se seraient vengés. Cela nous aurait coûté des dizaines de milliers de vies, mais pas 300 000. »

## Après le ghetto de Varsovie
Emanuel Ringelblum parvient à s'évader avec sa famille du ghetto au début de l'année 1943, mais décide d'y retourner pour participer au soulèvement du ghetto de Varsovie en 1943. Capturé par les nazis, il est envoyé au camp de travail de Poniatów. Il parvient à s'évader et se cache alors dans Varsovie avec sa femme et sa fille. Faisant le bilan de la vie dans le ghetto de Varsovie, il note dans son journal : 

« Tout le monde écrivait. Journalistes et écrivains, cela va de soi, mais aussi les instituteurs, les travailleurs sociaux, les jeunes, et même les enfants. Pour la majeure partie, il s’agissait de journaux dans lesquels les événements tragiques de cette époque se trouvaient réfléchis par le prisme de l’expérience vécue personnelle. Les écrits étaient innombrables, mais la grande partie fut détruite lors de l’extermination des Juifs de Varsovie. »

Ringelblum entreprend la rédaction d'un ouvrage : Polish-Jewish Relations during the Second World War publié en 1992. En mars 1944, sa cachette est découverte par la Gestapo, après dénonciation par la maîtresse du jardinier de la maison où ils se cachaient. Lui-même, sa femme et son fils de douze ans sont assassinés avec trente-cinq autres Juifs ainsi que la famille de Polonais qui les cachait.

## Les archives de Ringelblum
Le sort des archives de Ringelblum n'est que partiellement connu. En septembre 1946, dix boîtes métalliques sont trouvées dans les ruines de Varsovie. En décembre 1950, deux bidons de lait contenant d'autres documents sont découverts dans la cave d'une maison en ruine au 68 rue Nowolipki. Parmi ces documents, se trouvent des copies de plusieurs journaux clandestins, le récit des déportations des Juifs du ghetto de Varsovie, des avis du Judenrat (le conseil juif dirigeant le ghetto), mais aussi des documents sur la vie courante, des invitations à des concerts, des coupons de lait et du papier à chocolat. Malgré des recherches répétées, le reste des archives, dont le troisième bidon de lait, reste introuvable. Des rumeurs situent son enfouissement sous l'ambassade de Chine à Varsovie.
Les archives de Ringelblum font dorénavant partie du registre international « Mémoire du monde » de l'UNESCO.
Plusieurs documents publiés par l'Institut historique juif sous la direction de Bernard Mark le furent sous une forme falsifiée dans un sens favorable au parti communiste polonais.[réf. souhaitée] Ce fut le cas du journal de Ringelblum (1952), qui fut publié initialement dans deux organes de l'Institut : les Bleter far geshikhte (en yiddish) et le Biuletyn Żydowskiego Instytutu Historycznego (en polonais), et dont les traductions en diverses langues, notamment la traduction française par Léon Poliakov, furent faites d'après ces textes falsifiés.

## Distinctions
- Officier de l'ordre Polonia Restituta

### En langue française
- Chronique du Ghetto de Varsovie ; Livre broché ; 400 pages ; éditeur : Robert Laffont (25 février 1993) ;  (ISBN 2221075773 et 978-2221075777)
- Archives clandestines du ghetto de Varsovie : T1 Lettres de l'anéantissement' ; Livre broché ; 420 pages ; éditeur : Fayard ; collection : histoire (31 janvier 2007) ;  (ISBN 2213627541)
- Archives clandestines du ghetto de Varsovie : T2 Les enfants et l'enseignement ; Livre broché ; 370 pages ; éditeur : Fayard ; collection : histoire (31 janvier 2007) ;  (ISBN 2213632138)
- (fr) Samuel D. Kassow Qui écrira notre histoire ? Les archives secrètes du ghetto de Varsovie, Paris 2011,  (ISBN 2246746914)
- Georges Didi-Huberman, Éparses. Voyage dans les papiers du Ghetto de Varsovie, Minuit, 2020  (ISBN 9782707346056)

### En langue étrangère
- (pl) Emanuel Ringelblum, Żydzi w Warszawie (Juifs à Varsovie), Varsovie, 1932
- (en) Mark Beyer, Emmanuel Ringelblum : Historien du ghetto de Varsovie, New York, 2001  (ISBN 0-8239-3375-X)
- (en) Samuel D. Kassow, Who Will Write Our History? Emanuel Ringelblum, the Warsaw Ghetto, and the Oyneg Shabes Archive, Indianapolis, 2007  (ISBN 978-0-253-34908-8)